# Rudolf Stracke (Fußballspieler)
Rudolf Stracke (* 3. Februar 1938 in Frankfurt am Main) ist ein ehemaliger  deutscher Fußballspieler, welcher in den Anfangsjahren der zweitklassigen Fußball-Regionalliga Süd beziehungsweise Südwest von 1963 bis 1969 insgesamt 168 Ligaspiele für die Vereine FSV Frankfurt und TuS Neuendorf absolviert und zehn Tore erzielt hat. Der Abwehrspieler wurde zweimal in den Jahren 1968 und 1969 mit TuS Neuendorf Vizemeister in der Regionalliga Südwest.

## Laufbahn

### FSV Frankfurt, bis 1966
Stracke wurde aus der Amateurmannschaft zur Saison 1961/62 in den Kader der Oberligamannschaft des FSV Frankfurt aufgenommen. Er feierte ein Debüt nach Maß: Am ersten Rundenspieltag, den 6. August 1961, gewann die Mannschaft aus Bornheim das Heimspiel gegen den Karlsruher SC mit 1:0 und der Debütant erzielte als Mittelstürmer den Siegtreffer. Die Runde beendete er mit den Blau-Schwarzen am 15. April 1962 mit einer 0:1-Auswärtsniederlage beim FC Bayern Hof. Er bildete dabei mit Friedel Späth das Halbstürmerpaar des FSV im damals praktizierten WM-System. Die Bornheimer stiegen als 15. der Tabelle in die 2. Liga Süd ab und Stracke hatte in 26 Ligaeinsätzen vier Tore erzielt.
Stracke ging 1962/63 mit in die 2. Liga und konnte am Rundenende an der Seite von Mitspielern wie Karl-Heinz Leichum (Torhüter), Gerd Menne und Friedel Späth die Meisterschaft feiern. Er spielte in dieser Runde jetzt aber überwiegend auf der Mittelläuferposition. Ab dem Rundenstart 1963/64 mit der neu geschaffenen Fußball-Bundesliga, wurden vom DFB mit fünf Regionalligen der Unterbau vor dem Übergang zum Amateurfußball installiert.
Der FSV tat sich im Debütjahr der zweitklassigen Regionalliga Süd sehr schwer, kämpfte permanent gegen den Abstieg und belegte am Rundenende in einer 20er Staffel mit 31:45 Punkten den gerade noch rettenden 16. Platz. Unter Trainer Bernd Oles hatte Stracke 31 Ligaspiele absolviert und drei Tore erzielt. Eine Niederlagenserie vom 8. bis zum 14. Spieltag mit 0:14 Punkten führte zu einer desaströsen Hinrunde, welche am 17. November 1963 mit einem völlig unerwarteten 3:0-Heimerfolg gegen den Meisterschaftsfavoriten FC Bayern München unterbrochen wurde. Stracke hielt an diesem Tag die Defensive zusammen und gewann auch das Duell gegen den Bayern-Torjäger Rainer Ohlhauser. In der Rückrunde gewann Stracke mit dem FSV auch das Spiel in München mit 2:1 – zwei Tore durch Friedel Späth – und verhinderte erneut Torerfolge von Mittelstürmer Ohlhauser. In der zweiten Regionalligarunde 1964/65 ragte das Auswärtsremis am 27. September 1964 im Lokalderby gegen Kickers Offenbach (2:2) und der 2:1-Heimerfolg am 2. Mai 1965 gegen den Meister und späteren Bundesligaaufsteiger Bayern München heraus. Zum Erreichen des 10. Ranges hatte Stracke in 34 Rundenspielen drei Tore beigesteuert. Vor dem dritten Regionalligajahr kamen zwar mit Edgar Otschik, Ewald Schöngen, Helmut Studenroth und Christoph Walter vier Verstärkungen an den Bornheimer Hang; im Rundenverlauf ging es aber wieder in erster Linie um den Klassenerhalt. Immerhin gelang am 8. April 1966 beim Lokalderby gegen Kickers Offenbach beim Heimspiel ein 5:2-Erfolg. Die Läuferreihe Schöngen, Stracke und Norbert Brehm trug dabei das Spiel des Gastgebers. Am Rundenende belegte der FSV den 14. Rang und Stracke hatte in 25 Ligaspielen ein Tor erzielt. Nach 90 Regionalligaeinsätzen mit sieben Toren brach Stracke seine Zelte im Sommer 1966 in Frankfurt ab und unterschrieb zur Saison 1966/67 beim TuS Neuendorf in der Regionalliga Südwest einen neuen Vertrag.

### TuS Neuendorf, 1966 bis 1969
Im ersten Jahr im Stadion Oberwerth erlebte der Mann aus Frankfurt eine schwache Runde mit Neuendorf. Der 4. der Saison 1965/66 mit 81 erzielten Toren fiel 1966/67 auf den 14. Rang zurück und hatte gerade 35 Tore erzielt. Dies obwohl neben Stracke auch noch Hans-Günter Funke, Otto Jaworski und Torhüter Rudolf Krätschmer neu nach Koblenz gekommen waren. Stracke hatte 25 Ligaspiele für die TuS bestritten (1 Tor). In die zweite Saison, 1967/68, ging Neuendorf mit dem neuen Trainer Herbert Rappsilber und im Angriff zeigte Funke in seiner zweiten Runde mit 26 Treffern seine Torjägerqualitäten. Da sich auch die Neuzugänge Helmut Horsch, Willi Kostrewa, Walter Keil und Werner Rath als Verstärkungen erwiesen, ging es in der Tabelle steil nach oben. Trainer Rappsilber benötigte zwar Zeit, in der Hinrunde belegte Neuendorf mit 16:14 Punkten den 8. Rang, aber in der Rückrunde rollte das Team mit 26:4 Punkten nach vorne und beendete die Saison als Vizemeister. Stracke stand in 29 der 30 Ligaspiele für den Vizemeister auf dem Platz. In der Bundesligaaufstiegsrunde schlug sich der Südwestvertreter beachtlich: Er trotzte dem späteren Aufsteiger Kickers Offenbach am 29. Mai 1968 vor 28.000 Zuschauern ein 0:0 ab und nahm dem Gruppenzweiten Bayer 04 Leverkusen zwei Punkte durch die jeweiligen 1:1 Spiele ab. Am Ende der Aufstiegsrunde belegte Neuendorf mit 7:9 Punkte den 3. Gruppenplatz. Defensivakteur Stracke war in allen acht Spielen im Einsatz gewesen und ein Garant für die lediglich acht erhaltenen Treffer.
In der Runde 1968/69 errang Neuendorf erneut die Vizemeisterschaft im Südwesten; nur stand man nach 30 Rundenspielen punktgleich mit Titelverteidiger SV Alsenborn – beide Vereine wiesen 44:16 Punkte auf, lediglich durch das schlechtere Torverhältnis, auf dem 2. Rang. Mit 23 Gegentoren wies die Abwehr um Stracke die beste Bilanz auf. Verletzungsbedingt konnte der Ex-Frankfurter nur 24 Spiele bestreiten (2 Tore) und auch in der Aufstiegsrunde nur in den drei Begegnungen gegen RW Essen (2:4), VfL Osnabrück (0:0) und Tasmania 1900 Berlin (0:2) auflaufen.
Nach dieser Saison beendete er seine Spielerlaufbahn als Vertragsspieler und übernahm zur Runde 1969/70 den FV Engers 07 als Trainer in der Rheinlandliga.